# 10176 Ґайяветторі
10176 Ґайяветторі (10176 Gaiavettori) — астероїд головного поясу, відкритий 14 лютого 1996 року.
Тіссеранів параметр щодо Юпітера — 3,618.